# Kepler-51
Kepler-51 è una stella nella costellazione del Cigno di magnitudine 13,2. Distante 2820 anni luce dal sistema solare si tratta di una stella simile al Sole ma molto più giovane, con un'età di soli 500 milioni di anni.

## Caratteristiche
Kepler-51 è una stella di classe G molto giovane, la sua età è di circa 500 milioni di anni, a confronto il Sole ha un'età di 4,6 miliardi di anni. La sua massa è simile a quella solare, il suo raggio è l'88% di quello della nostra stella e la sua temperatura superficiale è di circa 5670 K.

## Pianeti

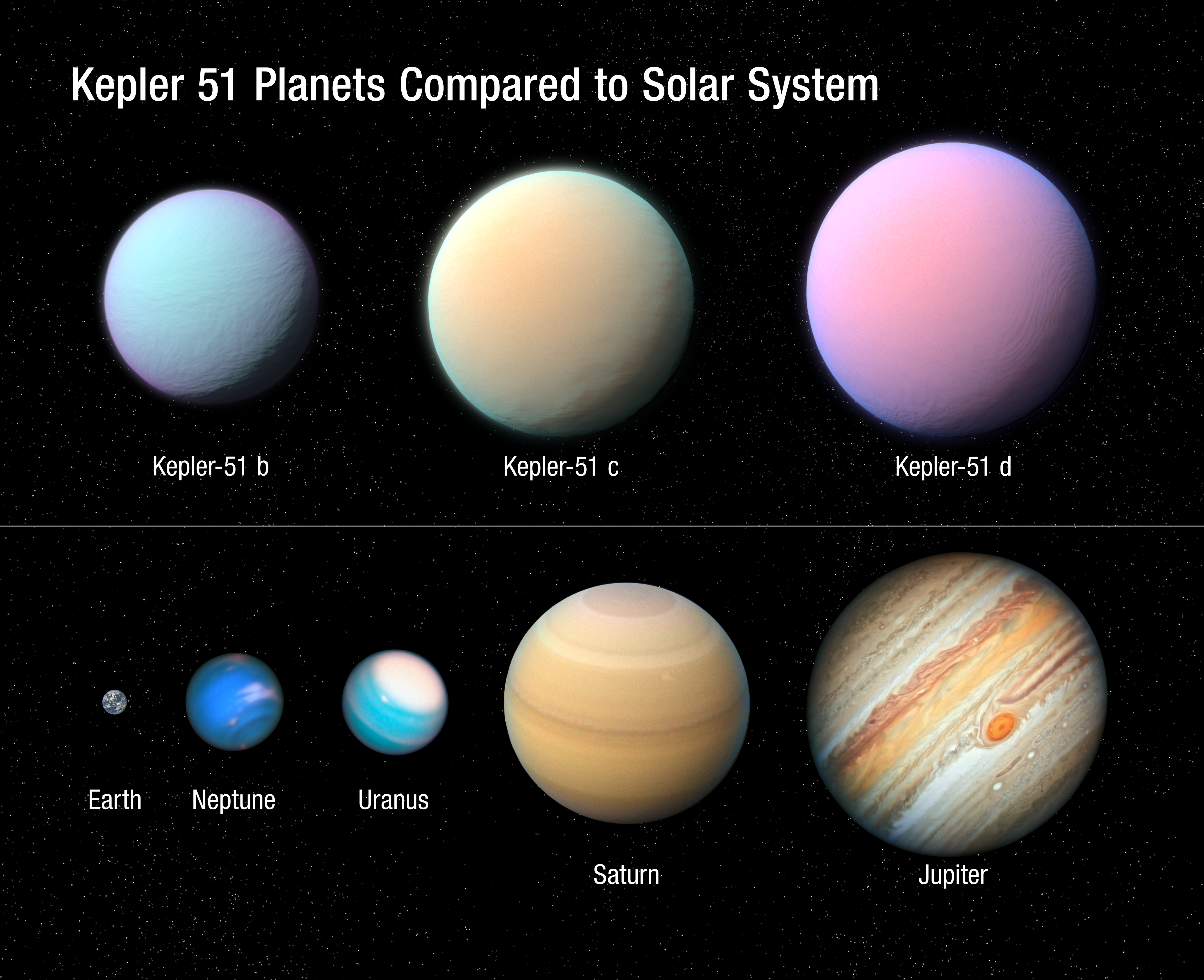
I pianeti di Kepler-51 raffrontati con quelli del sistema solare.

I due pianeti più interni furono scoperti nel 2012 tramite il metodo del transito grazie ai dati del telescopio spaziale Kepler, mentre nel 2014 Kento Matsuda confermò il pianeta d, il più esterno e già candidato precedentemente.
I tre pianeti di Kepler-51, Kepler-51 b, Kepler-51 c e Kepler-51 d, sono dei "super-puff" e hanno la più bassa densità di qualsiasi esopianeta finora conosciuto. Nonostante dimensioni di poco minori a quelle di Giove, i pianeti hanno masse di poche volte superiori a quella terrestre, circa da 2 a 6 M⊕. Secondo gli ultimi studi il pianeta intermedio, Kepler-51 c, è anche quello meno denso, con una densità di soli 0,02 g/cm³, nonostante il margine d'errore in questo caso è elevato, quindi ognuno dei pianeti potrebbe essere il meno denso del sistema.
I pianeti orbitano a distanze che vanno da 0,25 a 0,5 UA dalla stella, poco meno luminosa del Sole, di conseguenza le loro temperature di equilibrio sono relativamente elevate, il pianeta più interno ha una temperatura di 583 K, il più esterno di 381 K.
Nel 2024 attraverso le variazioni dei tempi di transito è stato scoperto un ulteriore esopianeta nel sistema, Kepler-51 e, che orbita in un periodo di 240 giorni e la cui massa è di circa 5,4 volte quella terrestre, anche se il margine d'errore è piuttosto elevato.
Sotto, un prospetto del sistema di Kepler-51.
| Pianeta | Massa              | Raggio             | Densità               | Periodo orb.   | Sem. maggiore | Eccentricità |
| ------- | ------------------ | ------------------ | --------------------- | -------------- | ------------- | ------------ |
| b       | 2,48+1,23 −1,04 M⊕ | 6,62+0,19 −0,17 r⊕ | 0,05±0,02 g/cm³       | 45,154 giorni  | 0,2514 UA     | 0,04         |
| c       | 3,14+0,50 −0,48 M⊕ | 8,98±2,84 r⊕       | 0,02+0,05 −0,01 g/cm³ | 85,312 giorni  | 0,384 UA      | 0,014        |
| d       | 5,7±1,12 M⊕        | 9,04±0,25 r⊕       | 0,04±0,01 g/cm³       | 130,194 giorni | 0,509 UA      | 0,008        |
| e       | 5,4+2,6 −2,9 M⊕    | —                  | —                     | 264,63 giorni  | —             | 0,02         |